# Eumolpus (chi bọ cánh cứng)
Eumolpus là một chi bọ cánh cứng trong họ Chrysomelidae.

## Các loài
- Eumolpus asclepiadeus (Pallas, 1776)[2]
- Eumolpus candens [3]
- Eumolpus robustus (Horn, 1885) [4][5]